# Hans Daams
Hans Daams, né le 19 janvier 1962 à Valkenswaard, est un coureur cycliste néerlandais. Professionnel de 1985 à 1989, il a auparavant représenté les Pays-Bas lors de la course sur route des Jeux olympiques de 1984. Il doit arrêter sa carrière en juin 1989 à cause de troubles du rythme cardiaque. Il tient ensuite un commerce de cycles à Achel, en Belgique. Sa fille Jessie Daams est également cycliste.

## Palmarès

### Palmarès amateur
- 1980
  - 3e de la Ster van Zuid-Limburg
- 1982
  - Challenge de Hesbaye
  - 3e du championnat des Pays-Bas amateurs
- 1983
  - Challenge de Hesbaye
  - 3e étape secteur a du Tour du Limbourg amateurs
- 1984
  - Paris-Barentin
  - 5e étape du Tour du Limbourg amateurs
  - 3ea étape du Tour de la province de Luxembourg (contre-la-montre)
  - 2e de la Coppa San Geo
  - 2e du Tour du Limbourg amateurs
  - 3e de l'Étoile du Brabant

### Palmarès professionnel
- 1985
  - Circuit des Ardennes flamandes – Ichtegem
  - 2e du Tour du Nord-Ouest de la Suisse
- 1986
  - 1re étape du Critérium du Dauphiné libéré
- 1988
  - Flèche côtière
  - 3e du Grand Prix de l'Escaut
  - 3e du Prix national de clôture
- 1989
  - 1re étape du Tour du Venezuela
  - Tour des Amériques :
    - Classement général
    - 3e étape

  - 3e étape du Tour de Suède